# باولو أمارال
باولو ليما امارال (بالبرتغالية: Paulo Amaral) لاعب ومدرب برازيلي ولد في ريو في 18 أكتوبر 1923 وتوفي بها في 1 مايو 2008، درب عدة أندية برازيلية وإيطالية كما درب نادي بورتو البرتغالي و نادي الهلال السعودي كما درب منتخب الباراغواي.

## روابط خارجية
- باولو أمارال على موقع عالم كرة القدم.نت (الإنجليزية)